# Драгичешти (Арђеш)
Драгичешти (рум. Drăghicești) насеље је у Румунији у округу Арђеш у општини Сапата. Oпштина се налази на надморској висини од 298 m.

## Становништво
Према подацима из 2002. године у насељу је живело 166 становника, од којих су сви румунске националности.